# Monocentrus gibberosus
Monocentrus gibberosus är en insektsart som beskrevs av Boulard 1971. Monocentrus gibberosus ingår i släktet Monocentrus och familjen hornstritar. Inga underarter finns listade i Catalogue of Life.